# Аммана
Аммана (каннада ಅಮನ; д/н–1271) — 6-й чакравартін Держави Сеунів в 1270–1271 роках.

## Життєпис
Син Махадеви. Посів трон на початку літа 1270 року. Згідно з пізніми переказами більше полюбляв розваги, танці та музику. Ймовірно цей образ було створено для дискредитації Аммани. Той напевне більше приділяв уваги підтримці вчених, літераторів, театру, аніж загарбницьким чи грабіжницьким походам. Напевне це зустріло невдоволення військовиків, що жадали здобичі, та частини сановників. Зрештою його стриєчний брат Рамачандра влаштував змову, внаслідок якої Амману восени 1271 року було вбито, а Рамачандра посів трон. За іншими відомості його було повалено і запроторено до в'язниці, де Аммана тримався до самої смерті.